# Murray Perahia

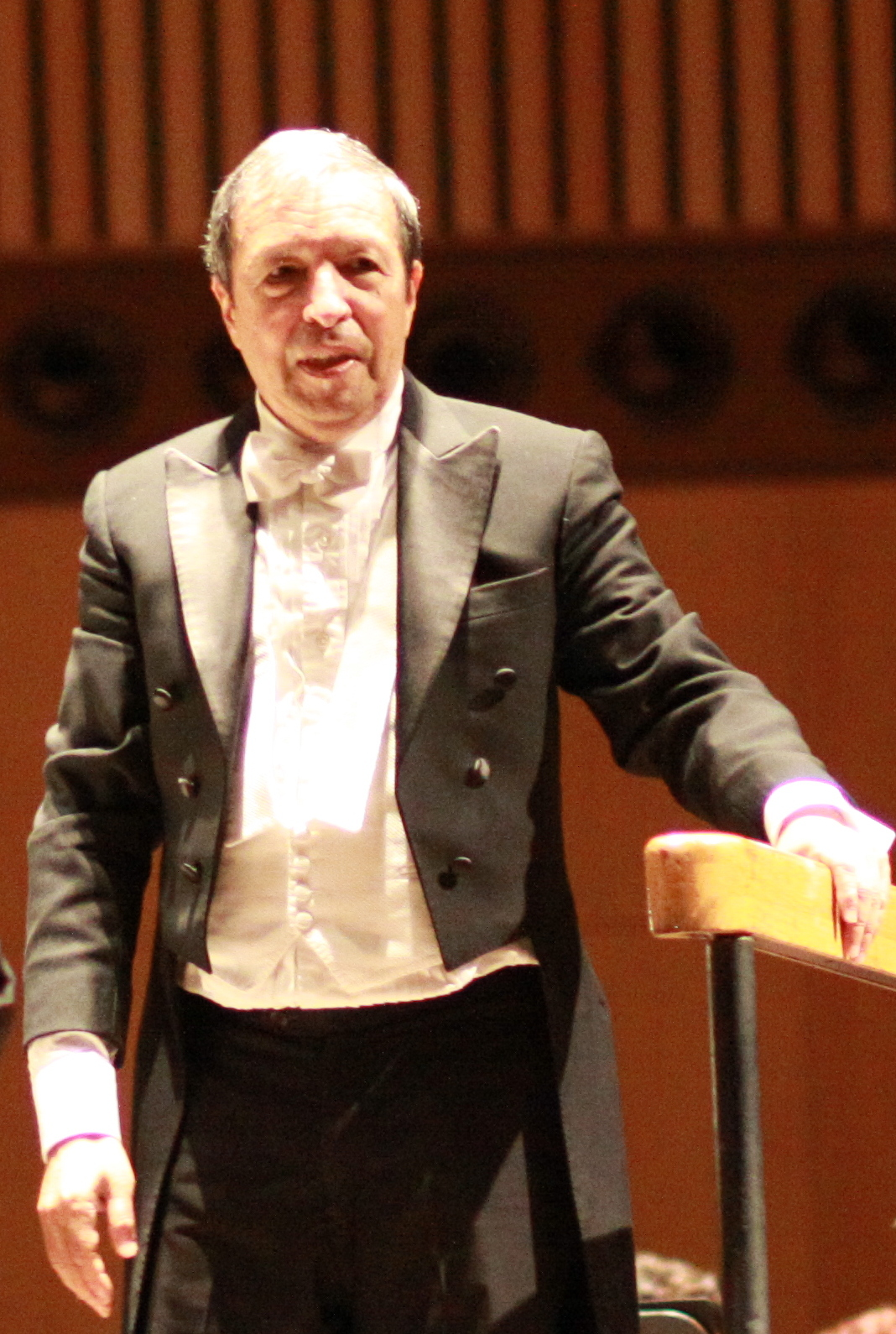
Murray Perahia, 2012

Murray Perahia (* 19. April 1947 in New York City) ist ein US-amerikanischer Pianist und Dirigent.

## Leben
Perahia wurde in der Bronx in New York City als Kind einer sephardischen, aus Thessaloniki stammenden Familie geboren. Sein Vater, ein Schneider, war 1935 in die Vereinigten Staaten eingewandert. Ein großer Teil der in Thessaloniki verbliebenen Familie kam im Holocaust ums Leben. Als Kind sprach der kleine Moshe – so sein eigentlicher Vorname – auch Ladino („Judenspanisch“), die Sprache seines Vaters.
Im Alter von vier Jahren lernte Perahia das Klavierspiel. Über seinen damaligen Lehrer sagt er, dieser sei „sehr einschränkend“ gewesen, da er ein Stück spielen musste, bis er es perfekt beherrschte. Erst mit 15 Jahren erwachte sein Interesse an der Musik wieder.
Mit 17 Jahren fing er an, bei Mieczysław Horszowski am Mannes College of Music in Manhattan Komposition und Dirigieren bei Carl Bamberger zu studieren, während er seine Klavierstudien bei Artur Balsam fortsetzte. Während der Sommerferien nahm er am Marlboro Music School and Festival teil und belegte dort Kurse bei Rudolf Serkin, Alexander Schneider und Pablo Casals. Später war er für ein Jahr Assistent von Serkin am Curtis Institute of Music in Philadelphia.
Bedeutend für seinen künstlerischen Werdegang war die Freundschaft mit Vladimir Horowitz. Nach dem Debüt in der New Yorker Carnegie Hall 1968 gewann er, als erster Nordamerikaner, 1972 den Klavierwettbewerb in Leeds.
In den achtziger Jahren arbeitete er viel mit Vladimir Horowitz, von dem Perahia sagt, er habe entscheidenden Einfluss auf sein Klavierspiel gehabt. 1989 debütierte er bei den Salzburger Festspielen mit Mozarts Konzert für Klavier und Orchester C-Dur KV 467 und den Wiener Philharmonikern, dirigiert von James Levine. Dieses Konzert wurde von ORF und WNET Channel 13 New York weltweit ausgestrahlt. Er kehrt seit damals regelmäßig nach Salzburg zurück, wo er weitere Klavierkonzerte von Mozart, Schumann und Beethoven unter Leitung von Claudio Abbado, Georg Solti und Bernard Haitink spielte .
Seine erste größere Schallplattenproduktion war die Einspielung von Mozarts Klavierkonzerten, gefolgt von Beethovens Klavierkonzerten. Bis 1992, als eine Entzündung seines Daumens, die er sich durch einen Schnitt mit einem Blatt Notenpapier zugezogen hatte, seine Karriere einige Jahre unterbrach, trat er weltweit in allen renommierten Konzertsälen auf und spielte zahlreiche Schallplatten ein.
Nach seiner Genesung in den späten 1990er Jahren setzte er vor allem mit Einspielungen der Klavierwerke Bachs Maßstäbe. Vor allem die Aufnahme der Goldberg-Variationen wird als Referenz-Aufnahme angesehen. Er gewann u. a. dreimal den Grammy und zweimal den Echo Klassik.
2005 begannen wieder die Probleme mit seiner Hand. Bis heute muss er deswegen immer wieder pausieren, gab aber trotzdem Konzerte in Asien, den USA und in Europa und spielte neue Aufnahmen ein.
Neben seiner solistischen Karriere tritt er auch als Kammermusiker in Erscheinung, so bei seiner langjährigen Zusammenarbeit mit dem Guarneri String Quartet oder dem Budapester Streichquartett. Er ist außerdem Principal Guest Conductor des Orchesters Academy of St Martin in the Fields. Perahia stand 43 Jahre lang bei Sony Classics (und dem Vorgänger Columbia Masterworks) unter Vertrag. Im September 2016 gab er bekannt, fortan mit der Deutschen Grammophon zusammenzuarbeiten, und veröffentlichte im folgenden Monat eine Neuaufnahme von Bachs Französischen Suiten.
Perahia wurde am 8. März 2004 für seine Verdienste für die Klassische Musik durch Königin Elisabeth II. zum Knight Commander of the British Empire ernannt. 2015 wurde er in die American Academy of Arts and Sciences gewählt.
Perahia lebt zusammen mit seiner Frau Naomi und zwei Söhnen in London.

## Preise und Anerkennungen
- 2011 Preis der deutschen Schallplattenkritik

Siebtes International Schumann Festival
- 2000 Robert Schumann Gesellschaft / Claudio Arrau Gedenk-Medaille

Grammy Award for Best Chamber Music Performance
- 1989 Bartók: Sonata for Two Pianos & Percussion

Grammy Award for the Best Instrumental Soloist Performance
- 1999 für Bach: English Suites no. 1, no. 3, no. 6
- 2003 für Chopin: Études, Op. 10, Op. 25
- 2011 für Brahms, Händel Variationen, Op. 24; Rhapsodien, Op. 79; 6 Klavierstücke, Op. 118; 4  Klavierstücke, Op. 119

## Film
- Der Pianist Murray Perahia – nicht von dieser Welt. Dokumentarfilm, Deutschland, 2010, 52:20 Min., Buch und Regie: Holger Preusse und Claus Wischmann, Produktion: DOKfilm, sounding images, RBB, arte, Erstsendung: 2. Mai 2011 bei arte, Inhaltsangabe von DOKfilm.